# The Documentary 2
Albums de The Game
Blood Moon: Year of the Wolf
(2014) The Documentary 2.5
(2015)
Singles
1. 100
Sortie : 25 juin 2015

The Documentary 2 est le sixième album studio du rappeur américain The Game, sorti en 2015. Il fait suite au premier album studio de l'artiste, The Documentary (2005). Il est lui-même suivi de The Documentary 2.5 qui est publié une semaine plus tard.

## Liste des titres
| 1.    | Intro                                                | Jayceon Taylor, Michael Hernandez, Richard Duran | The Mekanics                        | 0:58 |
| 2.    | On Me (featuring Kendrick Lamar)                     | Kendrick Duckworth, Uforo Ebong, Jaborn Jamal, Erica Abi Wright | Bongo the Drum Gahd                 | 4:45 |
| 3.    | Step Up (featuring Dej Loaf & Sha Sha)               | Taylor, Deja Trimble, Ebong, Keith Elam, Christopher Martin, Keith Crouch, Kipper Jones, Brandy Norwood                                                               | Bongo the Drum Gahd                 | 2:47 |
| 4.    | Don't Trip (featuring Ice Cube, Dr. Dre & will.i.am) | Taylor, O'Shea Jackson, Andre Young, William Adams, Jr., Ishmael Butler, Craig Irving, Mary Ann Vieira, Lawrence Baskerville, Troy Jamerson, Omar Credle, James Brown | will.i.am                           | 4:59 |
| 5.    | Standing on Ferraris (featuring Diddy)               | Taylor, Sean Combs, Orlando Tucker, Jay Hawkins | Jahlil Beats                        | 4:11 |
| 6.    | Dollar and a Dream (featuring Ab-Soul)               | Taylor, Herbert Stevens IV, Marcello Valenzano, Andre Lyon, Barbara Acklin, Eugene Record                                                                             | Cool and Dre, Just BonaFide (co.)   | 5:52 |
| 7.    | Made in America (featuring Mvrcus Blvck)             | Taylor, Marcus "Mvrcus" Black, Ebong, Walter Sigler | Bongo the Drum Gahd                 | 3:14 |
| 8.    | Hashtag (featuring Jelly Roll)                       | Taylor, David "Jelly Roll" Drew, Ebong | Bongo the Drum Gahd, Jelly Roll     | 2:59 |
| 9.    | Circles (featuring Q-Tip, Eric Bellinger & Sha Sha)  | Taylor, Eric Bellinger, Johnathan Davis, Ebong, Ronald "Flippa" Colson, Jerry Peters, Anita Poree                                                                     | Bongo the Drum Gahd, Flippa, JProof | 4:11 |
| 10.   | Uncle Skit                                           | Taylor, Stanley Benton, Theodore Dudley, Gregory Greene, Al Hudson, Johnathon Meadows, Terry Morgan, Dave Roberson                                                    | Stat Quo, The Game                  | 2:04 |
| 11.   | Dedicated (featuring Future & Sonyae)                | Taylor, Nayvadius Wilburn, Chauncey Hollis, Ebong | Bongo the Drum Gahd, Hit-Boy        | 5:45 |
| 12.   | Bitch You Ain't Shit                                 | Taylor | Caviar                              | 3:05 |
| 13.   | Summertime (featuring Jelly Roll)                    | Taylor, Drew, Michael L. Williams II | Mike Will Made It                   | 3:43 |
| 14.   | Mula (featuring Kanye West)                          | Taylor, Kanye West, Sevn Thomas, Matthew Samuels, Sarah Barthel, Josh Carter, Barbara Mason                                                                           | Sevn Thomas, Boi-1da, West          | 3:55 |
| 15.   | The Documentary 2                                    | Taylor, Martin, Young | DJ Premier, Dr. Dre                 | 4:38 |
| 16.   | New York, New York                                   | Taylor, Nicholas Warwar, Tarik Azzouz | StreetRunner, Azzouz                | 2:21 |
| 17.   | 100 (featuring Drake)                                | Taylor, Aubrey Graham, Ronald LaTour, Johnny Julianno | Cardo, Juliano                      | 5:34 |
| 18.   | Just Another Day                                     | Taylor, Ebong | Bongo the Drum Gahd                 | 3:50 |
| 19.   | LA (featuring Snoop Dogg, will.i.am & Fergie)        | Taylor, Calvin Broadus, Jr., Adams, Jr., Stacy Ferguson, Bernard Edwards, Nile Rodgers                                                                                | will.i.am                           | 5:27 |
| 73:18 |                                                      | |                                     |      |

Note
- On Me contient des voix additionnelles de Dr. Dre.

## Samples
- On Me contient des samples de On and On d'Erykah Badu.
- Step Up contient des samples de Step in the Arena de Gang Starr, I Get Around Tupac Shakur et I Wanna Be Down de Brandy.
- Don't Trip contient des samples de Rebirth of Slick (Cool Like Dat) d'Organized Konfusion.
- Standing on Ferraris contient des samples de I Put a Spell on You de Screamin' Jay Hawkins et California My Way de The Main Ingredient.
- Mula contient des samples de Fall in Love de Phantogram.
- The Documentary 2 contient des samples de Rickard Escapes de Jerry Goldsmith, tiré de la bande originale du film Les Complices de la dernière chance.
- 100 contient des samples de Feel the Fire de Peabo Bryson.
- Just Another Day contient des samples de Where I'm From de The Game featuring Nate Dogg.
- LA contient des samples de Savoir Faire de Chic.

## Classements
| Pays et classement (2015)     | Meilleure position |
| ----------------------------- | ------------------ |
| Belgique (Flandre Ultratop)   | 43                 |
| Belgique (Wallonie Ultratop)  | 122                |
| Pays-Bas (Mega Album Top 100) | 39                 |
| Irlande (IRMA)                | 10                 |
| Nouvelle-Zélande (RMNZ)       | 5                  |
| Suède (Sverigetopplistan)     | 50                 |
| Royaume-Uni (UK Albums Chart) | 4                  |